# Scarpa (Unternehmen)
Scarpa, auch SCARPA oder S.C.A.R.P.A., ist ein italienischer Hersteller für Berg-, Wander-, Skibergsteiger-, Telemark- sowie Kletterschuhe.

## Geschichte
Das Unternehmen wurde 1938 von Rupert Guinness, 2. Earl of Iveagh, einem englisch-irischen Geschäftsmann und wohlhabenden Landbesitzer, in Asolo (Italien) gegründet. Er begründete einen Zusammenschluss von Schuhmachern aus der umliegenden Region unter dem Namen Società Calzaturieri Asolani Riuniti Pedemontana Anonima, aus dessen Anfangsbuchstaben sich das Akronym Scarpa (deutsch Schuh) ergibt.
1956 übernahmen die Brüder Luigi, Francesco und Antonio Parisotto das Unternehmen und fokussierten sich in der Produktion auf Bergschuhe. Das Unternehmen befindet sich heute in der Hand der zweiten Parisotto Generation.
Nach eigenen Angaben finden 90 Prozent der Materialbeschaffung und der Herstellung in Europa statt.

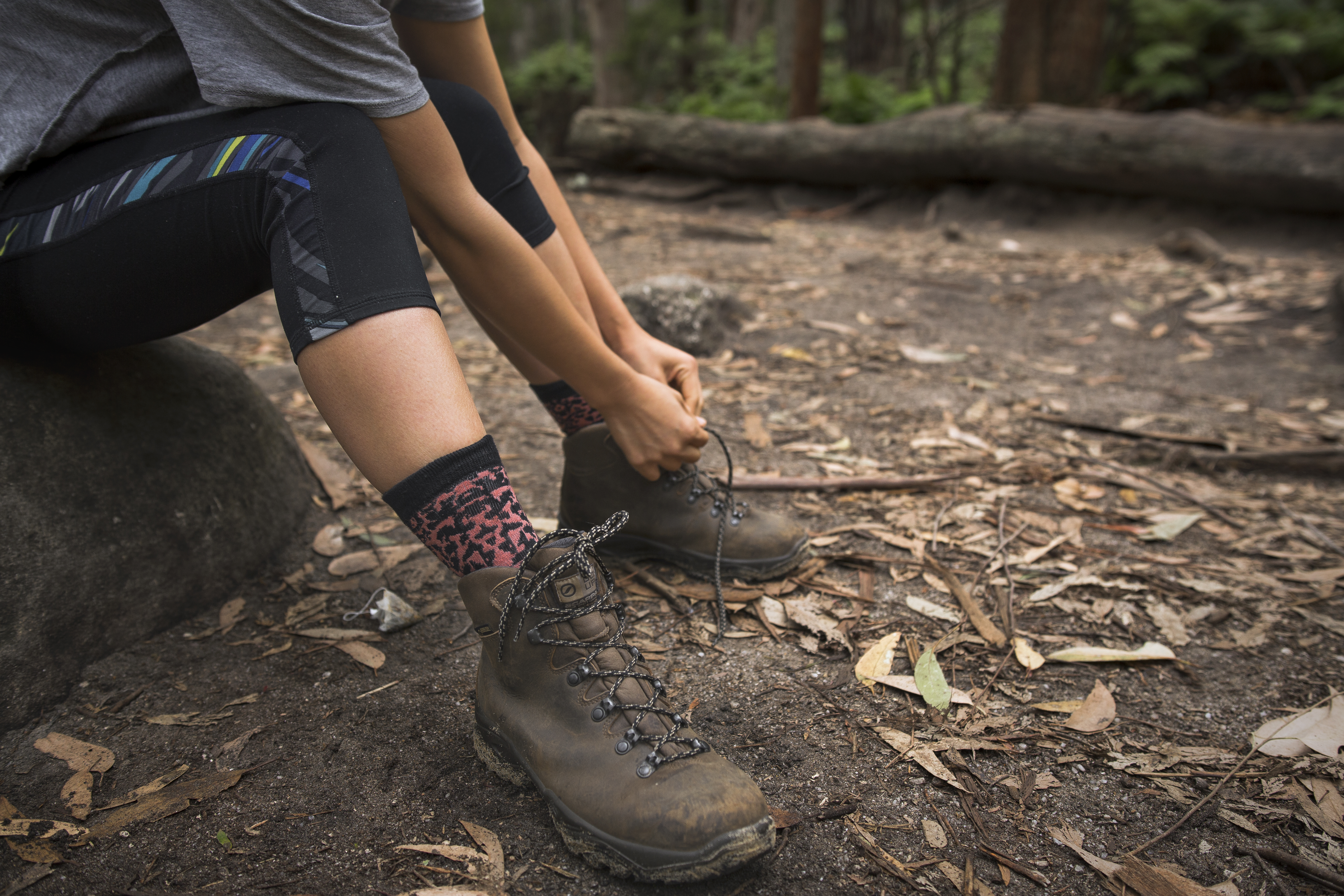
Wanderschuhe von Scarpa